# Fairy Park
Fairy Park är en park i Australien. Den ligger i kommunen Greater Geelong och delstaten Victoria, omkring 62 kilometer väster om delstatshuvudstaden Melbourne.
Närmaste större samhälle är Lara, omkring 19 kilometer sydost om Fairy Park. 
Trakten runt Fairy Park består till största delen av jordbruksmark. Runt Fairy Park är det mycket glesbefolkat, med 4 invånare per kvadratkilometer. Genomsnittlig årsnederbörd är 815 millimeter. Den regnigaste månaden är juni, med i genomsnitt 102 mm nederbörd, och den torraste är januari, med 27 mm nederbörd.